# Iglatjärnen (Bollebygds socken, Västergötland)
Iglatjärnen är en sjö i Bollebygds kommun i Västergötland och ingår i Rolfsåns huvudavrinningsområde. Sjön har en area på 0,0437 kvadratkilometer och ligger 168,2 meter över havet.

## Delavrinningsområde
Iglatjärnen ingår i det delavrinningsområde (640445-131346) som SMHI kallar för Mynnar i Gesebols sjö. Medelhöjden är 175 meter över havet och ytan är 0,36 kvadratkilometer. Det finns inga avrinningsområden uppströms utan avrinningsområdet är högsta punkten. Vattendraget som avvattnar avrinningsområdet har biflödesordning 3, vilket innebär att vattnet flödar genom totalt 3 vattendrag innan det når havet efter 73 kilometer. Avrinningsområdet består mestadels av skog (59 procent) och sankmarker (15 procent). Avrinningsområdet har 2,33 kvadratkilometer vattenytor vilket ger det en sjöprocent på 8,8 procent.